# SUPER★CASTLE
『SUPER★CASTLE』（スーパーキャッスル）は、SUPER☆GiRLSの4枚目のオリジナルアルバム。2016年3月9日にiDOL Streetから発売された。

## 概要
ジャケットA（超絶盤<初回生産限定盤>、CD+Blu-ray Disc）、ジャケットB（CDのみ）の2形態で発売された。CDの収録曲はジャケットAが全17曲、ジャケットBはジャケットAの17曲に加え、リードトラック「華麗なるV!CTORY」の各メンバーのサビVer.が収録されている。
ベストアルバム『超絶少女☆BEST 2010〜2014』から約2年ぶり、オリジナルアルバムとしては『Celebration』以来、約3年ぶりの作品で、SUPER☆GiRLSが"第2章"になってから最初で最後のアルバムである。
アルバムのテーマは表題のとおり「SUPER★CASTLE」。2015年1月に開催された『SUPER☆GiRLS LIVE 2015』から、「SUPER★CASTLE」というプリンセスたちの物語をテーマにしたライブを行っており、今作品もその世界観を引き継いでいる。その特徴として曲間に「Interlude」というプリンセスたちの日常を描いたオーディオドラマが収録されている。
またテーマや楽曲、曲順の選定をメンバー自身が行っている。

## 収録曲
CD
1. Welcome to SUPER★CASTLE [1:54]
作曲・編曲：石田順三、MC：Lauren Kaori
2. 花道!!ア〜ンビシャス [5:05]
作詞：Litz、作曲・編曲：渡辺徹
10thシングル。
3. ギラギラRevolution [4:27]
作詞：Kenko-p、作曲・編曲：大西克巳
12thシングル。
4. ごめんね。のとなりで [4:01]
作詞：中原徹也、作曲：SigN / 塚田耕平、編曲：SigN
5. Interlude 01 [1:42]
6. アッハッハ!〜超絶爆笑音頭〜 [4:43]
作詞：Litz、作曲・編曲：大西克巳
11thシングル。
7. イッチャって♪ ヤッチャって♪ [5:10]
作詞：Litz、作曲：五戸力、編曲：日比野裕史×渡辺徹
13thシングル。
8. Interlude 02 [0:41]
9. クラムチャウダーが冷めちゃう月曜日 [3:40]
作詞・作曲・編曲：前山田健一
※勝田・前島・浅川・内村によるユニット曲。
10. Don't Stop The Party [3:55]
作詞・作曲・編曲：DAICHI YOKOTA
※志村・渡邉ひ・荒井・田中・渡邉幸によるユニット曲。
11. GLORY [5:05]
作詞：BOUNCEBACK、作曲：丸山真由子、編曲：清水武仁
※宮﨑・溝手によるユニット曲。
12. Interlude 03 [1:22]
13. 「サヨナラ」なんて [4:52]
作詞・作曲：鈴木まなか、編曲：清水武仁
14. トリビュート [5:16]
作詞：森月キャス、作曲・編曲：大西克巳
15. Happy×2 Birthday [4:32]
作詞：BOUNCEBACK、作曲：五戸力、編曲：BLUE☆BiRDS
16. JOY! & JOY!! [4:12]
作詞：Litz、作曲：日比野裕史、編曲：BLUE☆BiRDS
17. 華麗なるV!CTORY [4:24]
作詞：Litz、作曲：渡辺徹、編曲：BLUE☆BiRDS
本作のリードトラック。渡邉幸愛がセンターを務める。
18. 華麗なるV!CTORY（志村理佳サビver.）
ジャケットBのみに収録。
19. 華麗なるV!CTORY（渡邉ひかるサビver.）
ジャケットBのみに収録。
20. 華麗なるV!CTORY（宮﨑理奈サビver.）
ジャケットBのみに収録。
21. 華麗なるV!CTORY（勝田梨乃サビver.）
ジャケットBのみに収録。
22. 華麗なるV!CTORY（荒井玲良サビver.）
ジャケットBのみに収録。
23. 華麗なるV!CTORY（田中美麗サビver.）
ジャケットBのみに収録。
24. 華麗なるV!CTORY（溝手るかサビver.）
ジャケットBのみに収録。
25. 華麗なるV!CTORY（前島亜美サビver.）
ジャケットBのみに収録。
26. 華麗なるV!CTORY（渡邉幸愛サビver.）
ジャケットBのみに収録。
27. 華麗なるV!CTORY（浅川梨奈サビver.）
ジャケットBのみに収録。
28. 華麗なるV!CTORY（内村莉彩サビver.）
ジャケットBのみに収録。

### 初回限定盤Blu-ray Disc
- MUSIC VIDEO集
  - 花道!!ア〜ンビシャス
  - アッハッハ!〜超絶爆笑音頭〜
  - ギラギラRevolution
  - イッチャって♪ ヤッチャって♪
  - 華麗なるV!CTORY
- 華麗なるV!CTORY MUSIC VIDEO MAKING
- 華麗なるV!CTORY メンバー個別CM集

## 参加ミュージシャン
| Welcome to SUPER★CASTLE - Master of ceremonies：Lauren Kaori 花道!! ア〜ンビシャス - Guitars：井上裕治 - Keyboard & Programming：渡辺徹 ギラギラRevolution - Strings：矢野小百合ストリングス - Trumpet：小林太 - Trombone：川原聖仁 - Sax：山本一 - Guitars & Other Instrumental：大西克巳 ごめんね。のとなりで - Guitar：成尾憲治 - Bass：木下じゅん - Drums：栗原リョータ アッハッハ! 〜超絶爆笑音頭〜 - Trumpet：佐々木史郎 - Guitars & Other Instrumental：大西克巳 イッチャって♪ ヤッチャって♪ - Strings：矢野小百合ストリングス - Trumpet：佐々木史郎 - Trombone：河合わかば - Sax：吉田治 - Guitars & Other Programming：日比野裕史 - Keyboard & Programming：渡辺徹 クラムチャウダーが冷めちゃう月曜日 - All Instruments：前山田健一 | Don't Stop The Party - All Instruments：DAICHI YOKOTA GLORY - Guitars & Other Instrumental：清水武仁 「サヨナラ」なんて - Guitars & Other Instrumental：清水武仁 トリビュート - Strings：矢野小百合ストリングス - Guitars & Other Instrumental：大西克巳 Happy×2 Birthday - Guitars：清水武仁 - Other Instrumental：BLUE☆BiRDS JOY! & JOY!! - All Instruments：BLUE☆BiRDS 華麗なるV!CTORY - Guitars：大西克巳 - Bass：日比野裕史 - Drums：阿部薫 - Keyboards：渡辺徹 - Trumpet：佐々木史郎 - Trombone：河合わかば - Sax：本間将人 - Other Instrumental：BLUE☆BiRDS |

## イベント
| 日程    | 公演名                                                                              | 会場                                            | 備考 |
| ------- | ----------------------------------------------------------------------------------- | ----------------------------------------------- | --- |
| 1月24日 | 発売記念 ミニライブ＋握手会 予約イベント                                            | ラゾーナ川崎プラザ                              | 全日2回公演。ミニライブ・グループ別握手会。                                                                                  |
| 2月7日  | 発売記念 ミニライブ＋握手会 予約イベント                                            | 阪急西宮ガーデンズ                              | 全日2回公演。ミニライブ・グループ別握手会。                                                                                  |
| 2月14日 | 発売記念 ミニライブ＋握手会 予約イベント                                            | ららぽーと横浜                                  | 全日2回公演。ミニライブ・グループ別握手会。                                                                                  |
| 2月21日 | 発売記念 ミニライブ＋握手会 予約イベント                                            | ららぽーと立川立飛                              | 全日2回公演。ミニライブ・グループ別握手会。                                                                                  |
| 3月5日  | 発売記念 ミニライブ＋握手会 予約イベント                                            | 阪急西宮ガーデンズ                              | 全日2回公演。ミニライブ・グループ別握手会。                                                                                  |
| 3月6日  | 発売記念 ミニライブ＋握手会 予約イベント                                            | あべのキューズモール                            | 全日2回公演。ミニライブ・グループ別握手会。                                                                                  |
| 3月4日  | 発売記念 ニコラジ出演&予約者対象特典会                                              | ニコニコ本社                                    | トーク番組出演（観覧自由）・グループ別握手会                                                                                 |
| 3月8日  | 発売記念 CDショップ訪店イベント                                                     | タワーレコード川崎店 タワーレコード横浜ビブレ店 | グループ別握手会 |
| 3月10日 | 発売記念 CDショップ訪店イベント                                                     | タワーレコード浦和店 HMV&BOOKS TOKYO            | グループ別握手会 |
| 3月9日  | 発売記念 ミニライブ＋握手会 リリースイベント                                        | アーバンドック ららぽーと豊洲                   | ミニライブ・グループ別握手会。雨天のためミニライブは中止となった。                                                           |
| 3月13日 | 発売記念 ミニライブ＋握手会 リリースイベント                                        | 新宿ステーションスクエア                        | ミニライブ・グループ別握手会。勝田梨乃と荒井玲良が、6月25日に開催される公演をもってグループから卒業することを発表した。      |
| 3月19日 | 発売記念 ミニライブ＋握手会 リリースイベント                                        | ダイバーシティ東京プラザ                        | 2回公演。ミニライブ・グループ別握手会。                                                                                      |
| 3月20日 | 発売記念 ミニライブ＋握手会 リリースイベント                                        | 小田原ダイナシティ                              | ミニライブ・グループ別握手会                                                                                                 |
| 3月26日 | 発売記念 mu-moショップ/S.P.Cショップイベント 個別ロング握手会                       | サンライズビル                                  | 個別ロング握手会8部制。mu-moショップ/S.P.Cショップで販売された参加券付き商品購入者対象。                                     |
| 4月3日  | 発売記念 mu-moショップ/S.P.Cショップイベント 個別撮影会/グループ撮影会/個別サイン会 | サンライズビル                                  | 個別撮影会5部制、グループ別撮影会2部制、個別サイン会1部制。mu-moショップ/S.P.Cショップで販売された参加券付き商品購入者対象。 |

※他、各イベントにおいてCD予約購入者対象の握手会も開催された。